# Hardancourt
Hardancourt là một xã, nằm ở tỉnh Vosges trong vùng Grand Est của Pháp. Xã này có diện tích 3,33 km², dân số năm 1999 là 36 người. Xã này nằm ở khu vực có độ cao từ 269–332 m trên mực nước biển.

## Hành chính
| Danh sách các xã trưởng                |           |                    |      |          |
| Giai đoạn                              | Giai đoạn | Tên                | Đảng | Tư cách  |
| 2001                                   | 2008      | Maurice Thomas     |      |          |
| 2008                                   | 2014      | Bernard Monchablon |      | nông dân |
| Tất cả các dữ liệu trước đây không rõ. |           |                    |      |          |

## Biến động dân số
| Năm | 1962 | 1968 | 1975 | 1982 | 1990 | 1999 |
| --- | ---- | ---- | ---- | ---- | ---- | ---- |
| Dân số | 45   | 55   | 49   | 26   | 27   | 36   |
| From the year 1962 on: No double counting—residents of multiple communes (e.g. students and military personnel) are counted only once. |      |      |      |      |      |      |